# Hagbergturm

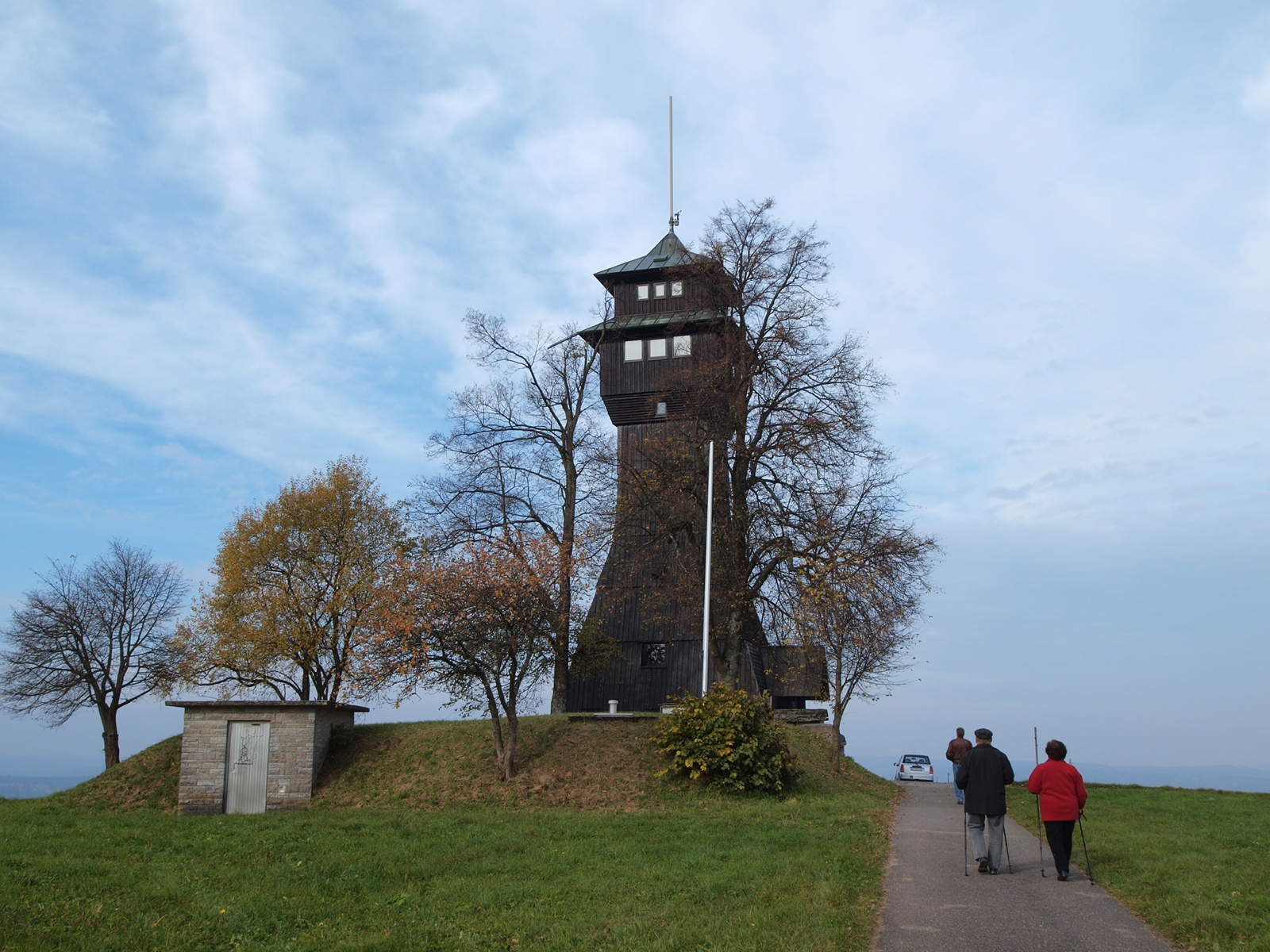
Hagbergturm

Der Hagbergturm ist ein 23 m hoher Aussichtsturm auf dem Hagberg (585,2 m ü. NHN) im Welzheimer Wald. Er steht nahe Gschwend im baden-württembergischen Ostalbkreis. Der ursprüngliche Turm wurde 1901 eingeweiht, der heutige 1980.

## Geographische Lage
Der Hagbergturm steht am Nordrand des Welzheimer Waldes auf dem 2,4 km (Luftlinie) westnordwestlich des Gschwender Kernorts und 500 m ostsüdöstlich des Gschwender Ortsteils Horlachen gelegenen Gipfel des Hagbergs. Der Berg ist der höchste im Welzheimer Wald. Er überragt seine Umgebung weithin sichtbar, seine Gipfelregion ist unbewaldet. Unmittelbar südlich des Turms befindet sich unter einer hügelartigen Erhöhung ein Wasserhochbehälter.

## Geschichte und Daten
Am heutigen Turmstandort stand früher ein Vermessungsgerüst, ein Überbleibsel der Württembergischen Landesvermessung, das auch zu Aussichtszwecken bestiegen werden konnte. Daraus entstand ab 1895 die Idee an dieser Stelle einen Aussichtsturm zu errichten.
Die Einweihung des ursprünglichen Hagbergturms erfolgte am 1. September 1901. 1936 wurde der Turm vom Schwäbischen Albverein übernommen, der ihn noch heute betreut. Während des Zweiten Weltkriegs war ab 1939 im Turm ein Beobachtungsposten der Luftwaffe untergebracht. In dieser Zeit wurde die obere Pagode abgetragen. 1949 wurde der Turm renoviert; die Wiedereinweihung fand am 2. Oktober 1949 statt. 1970 wurde der Turm in einem Sturm schwer beschädigt. 1973 musste er wegen nicht mehr vorhandener Verkehrssicherheit geschlossen werden.
1979/80 wurde Turm neu errichtet, dessen Erscheinungsbild dem ursprünglichen Bauwerk sehr nahe kommt, und am 21. Juni 1980 eingeweiht. Er ist 23 m hoch und in geschlossener Holzbauweise auf einem Stahlbeton-Fundament errichtet. Im Erdgeschoss des holzverschalten Turms befindet sich ein Kiosk, hinter dem eine Holztreppe mit insgesamt 91 Stufen über vier Zwischenebenen zur oberen Aussichtsplattform führt. Im ersten Geschoss ist neben dem Treppenaufgang eine Turmstube eingerichtet. Gekrönt wird der Turm von zwei pagodenartigen Aufsätzen im Jugendstil, in denen sich die beiden in der vierten (15,2 m) und fünften Etage (17,8 m) liegenden Aussichtsplattformen befinden. Auf jeder Seite der beiden Plattformen sind jeweils drei Fenster angebracht, von denen sich die mittleren öffnen lassen und somit eine bessere Aussicht ermöglichen.

## Aussichtsmöglichkeiten
Von den beiden Aussichtsplattformen des Hagbergturms fällt der Blick in den Welzheimer Wald und in das Gemeindegebiet von Gschwend. Außerdem reicht er bei guten Sichtbedingungen nach Stuttgart im Südwesten, Heilbronn im Nordwesten, Crailsheim im Nordosten und Aalen im Ostsüdosten sowie zum Murrhardter Wald mit jenseits davon gelegenen Löwensteiner Bergen im Westnordwesten, zum Mainhardter Wald im Nordwesten, zu den Limpurger Bergen im Nordosten und zur langgestreckten Schwäbischen Alb im Südosten über Süden bis Südwesten.

## Sonstiges
Der Hagbergturm ist vom dritten Sonntag im April bis Ende Oktober an Sonn- und Feiertagen geöffnet; an den anderen Tagen kann für eine Turmbesteigung ein Schlüssel im 300 m ostnordöstlich des Turms gelegenen Weiler Wasserhof geholt werden.
Am Westrand des Gschwender Weilers Sturmhof liegt ein kleiner Parkplatz; von dort sind etwa 500 m in nordwestlicher Richtung durch den Gschwender Weiler Haghof zum Hagbergturm zu laufen. Der Turm dient als Ausgangs-, Durchgangs- oder Zielpunkt für Wanderungen über den Hagberg. Unweit südlich des Turms verläuft der Main-Neckar-Rhein-Weg, der dort Teil des Hauptwanderwegs 3 (HW 3) des Schwäbischen Albvereins ist und auf seiner 9. Etappe von Horlachen kommend über den Hagberg nach Haghof und weiter nach Brandhof führt.